# Sant Pere Pescador
Pour les articles homonymes, voir Sant Pere et Pescador.
Sant Pere Pescador est une commune d'Espagne dans la communauté autonome de Catalogne, province de Gérone, de la comarque d'Alt Empordà

## Jumelage
Montastruc-la-Conseillère (France)